# The Lamb Ground
The Lamb Ground är en fotbollsarena i Tamworth i England. Den kan ta 4 065 åskådare och är hemmaplan för Tamworth FC.